# 異邦人たち
『異邦人たち』（いほうじんたち、原題：有時跳舞、英語題：The Island Tales）は、2000年に制作された香港・日本合作映画。第50回ベルリン国際映画祭出品作品。

## ストーリー
2001年を間近に控えた香港近郊にある蜉蝣州（カゲロウ）島。この小さな島にはさまざまな人々がさまざまな理由で滞在していた。日本人ジャーナリストの春樹。子供のころこの島に住んでいた銀行経営者のシャロンと、その親友で日本人女性写真家のマリアン。台湾からやってきたメイリン。人気俳優のハン。ところがある日、この小さな島がストーン病の発生地として、突如政府により封鎖されてしまう。彼らは不安を紛らすため、パーティーを開くことにする……。

## キャスト
- 福山春樹：大沢たかお
- シャロン：ミッシェル・リー
- メイリン：スー・チー
- マリアン：桃井かおり
- ハン：ジュリアン・チャン
- メイ：エレイン・ジン
- ボー：ゴードン・リュウ

## スタッフ
- 監督：スタンリー・クワン
- 製作：河井真也、附田斉子
- 脚本：ジミー・ガイ
- 撮影：クワン・プンリョン
- 美術：ウィリアム・チョン
- 音楽：ユー・ヤットイウ